# Àdet
Àdet (en francès Azet) és un municipi francès situat al departament dels Alts Pirineus i a la regió d'Occitània. Limita al nord amb Borisp, Estença, Camparan i Gralhen, a l'est amb Adervièla e Pocieures i Genos, i a l'oest amb Ens i Sent Lari e Sola

## Demografia
| 1962                                       | 1968 | 1975 | 1982 | 1990 | 1999 | 2007 |
| ------------------------------------------ | ---- | ---- | ---- | ---- | ---- | ---- |
| 185                                        | 164  | 163  | 146  | 135  | 146  | 161  |
| Des de 1962: població sense dobles comptes |      |      |      |      |      |      |

## Administració
| Període | Identitat          | Partit |
| ------- | ------------------ | ------ |
| 2001-   | Jean-Michel Carrot | PS     |